# Tarnóczy Kázmér
Alsó-Lelóczi és Jezericzei Tarnóczy Kázmér (Alsólelóc, 1804. március 2. – 1884. október 2.) politikus, Bars vármegye főispánja.

## Családja
A nemesi Alsó-Lelóczi és Jezericzei Tarnóczy család tagjaként született. Tarnóczy Károly (1765–1833), császári és királyi kamarás 1810-től, Nyitra vármegye táblabírája, földbirtokos és benedekfalvi Detrich Rozália (1763–1846) voltak.
Nővére, Tarnóczy Antónia Csillagkeresztes hölgy először gróf Batthyány Ernő neje, majd megözvegyülve gróf Batthyány József neje lett. Felesége kesselőkői Majthényi Amália, aki három fiú és öt leány gyermeket szült: Tarnóczy Gusztáv, Tarnóczy Béla (akik az 1861. évben Nyitra és Bars vármegyében tiszteletbeli főjegyzőséget viseltek), ifj. Tarnóczy Kázmér, Tarnóczy Malvina (gróf Niczky István neje), Tarnóczy Etelka (gróf Batthyány Béla neje), Tarnóczy Antónia, Tarnóczy Amália, Tarnóczy Ilona. Ifj. Kázmértól származó unokája Adrienn (1888-1966) Stanger-Friesenhof Vilmos (1886-1938) felesége lett, házasságuk azonban gyermektelen maradt.

## Élete
Közpályára lépve pályafutását 1823-ban kezdte, mint Pozsony vármegye tiszteletbeli aljegyzője. 1824-ben már Bars vármegyének első al-, 1828-ban főjegyzője, és Szepes megyébe kiküldött országos összeírója.
Az 1832/36. évi országgyűlésen mint Bars vármegye követe a szabadelvű ellenzék sorában tűnt föl. Egyik beszédében a felső tábla jogi túlterjeszkedéseit elemezte, ezért ellene rosszalló királyi leirat készült, melyet azonban a rendek táblája nem támogatott. Ez, az országgyűlés végéig a két tábla közti vita tárgyává vált. Ezalatt gróf Keglevich János Bars vármegye főispánja megyéjében tisztújítást tartott, aminek alkalmával a rendek ellenzése dacára, Tarnóczy Kázmér helyébe mást nevezett ki főjegyzőül. Ez elleni tiltakozás gyanánt viszont, az országgyűlési rendek táblája kerületi jegyzővé választotta. Az országgyűlés befejeztével, buzgó küzdelmei elismeréseként, megyéje ezüst díszkarddal fejezte ki nagyrabecsülését. A kardra vésett felirat így szólt: „Haza és haladás ügyében mutatott férfias hűség elismerése jeleűl Tarnóczy Kázmér 1832/6. országgyűlési követjöknek Bars megye rendei.“
Ezek után a Nyitra vármegyei "administratio" ellen föllépett megyei nemesség és ennek élén álló számos főrendek, az első alispáni hivatal elvállalására kérték fel. Ennek elfogadása által egy olyan mértékű választási harc kezdődött, melynek pártoskodási tevékenység, erély, és az elköltött összegek nagysága tekintetében még az általános korteskedés idejében sem akadt párja. Hosszú küzdelme a megválasztatásával végződött, és ezután a vármegye egész közigazgatása más alakot vett fel. A megyéje olyan nagyra becsülte, hogy még 1847-ben, betegség okozta távollétében is egy akarattal újra alispánná és nemsokára országgyűlési követté választották. Ezen az országgyűlésen gróf Széchenyi István mellé állva, az akkori viszonyok közt mérséklete és utasításához való hűsége által tűnt ki. Ő indítványozta az "úrbéri kármentesítést", és azt keresztül is vitte.
Az 1848. évi pesti nemzetgyűlésre ismét Nyitra vármegyéből, a nyitrai választó kerület képviselőjévé választották. A magyar királyi kormány által Pozsony és Nyitra vármegyékbe és ezek területén fekvő szabad királyi városokban, az itt-ott történt izgatások és lázongások megfékezésére teljhatalmú kormánybiztosnak nevezték ki. Ezen küldetésében, úgy a közcsend és rend fenntartása körül erélyesen, valamint a felizgatott kedélyek lecsendesítésében mérséklettel és ildomosan tevékenykedett. A pesti nemzetgyűlésen az 5. osztály elnökévé választották. A harcok beálltával azonban magányába visszavonult laszkári kastélyába.
1859-ben a Nyitrai Gazdasági Egylet alakító közgyűlése ideiglenes elnökévé választotta, majd 1860-ban mint Bars vármegye főispánja, ismét közpályára lépett. Ebben a tisztségében kivívta a megye általános szeretetét, melynek elismeréséül arcképét a megye termében állították fel. Az 1861. évi országgyűlésen a felső házban mint főispán vett részt, ahol nagy szerepe volt a két ház összehangzó egyetértésben. Az országgyűlés feloszlatása után ismét laszkári magányába vonult.

## Laszkári kastélya

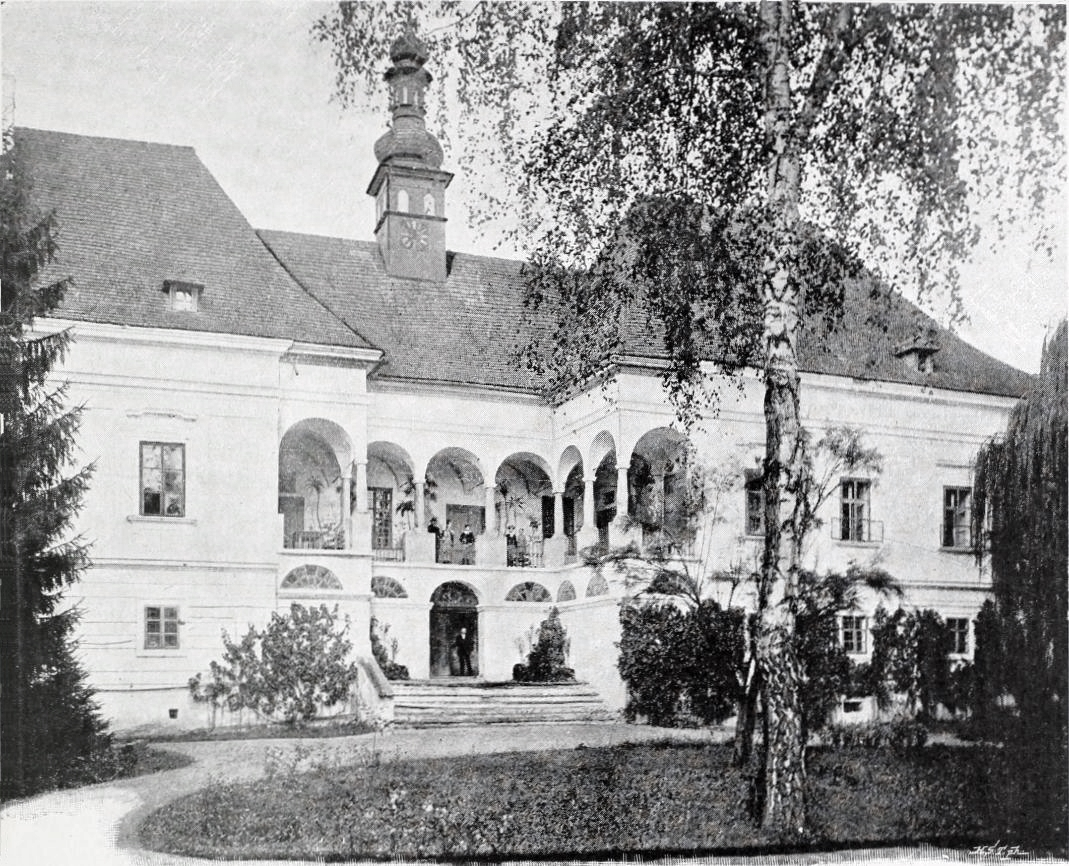

Laszkáron terült el a várkastély, melyhez szép, regényes részletekben bővelkedő angol park tartozott. A kastély egykor sáncokkal és vízárkokkal körülvett vár volt. A laszkári, bajmóczi és kesselőkői várak urai szükség esetén elzárták a völgyet a közös ellenség előtt és együtt védelmezték. Később, az Erdődyek alatt, az árkokat betemették, a megrongált várfalakat széthordták és egyik részét átalakították kastélynak, melynek falai még az emeleten is közel 2 méter vastagságúak. A kastélynak 24 szép kényelmes helyisége van, ezek közt egy freskókkal díszített nagy terme és egy kápolnája. Emeletén széles, nyitott, oszlopos erkély húzódik végig. Az uradalom és a kastély a Laszkáry családé volt, azután átment a Berényiek, majd a gróf Erdődyek birtokába, azután a báró Braunecker-családé lett és vásárlás útján került Tarnóczy Kázmér atyjának, Tarnóczy Károly tulajdonába.